# Medical Arts Building (San Antonio)
El Medical Arts Building en San Antonio, en el estado de Texas, EE. UU., es un edificio neogótico cerca del Álamo y parte del distrito histórico Alamo Plaza. Terminado en 1924, albergó consultorios médicos y un hospital de 50 camas.
Después de una sucesión de propietarios y el traslado de las instalaciones médicas a otro lugar, se convirtió en espacio para oficinas en 1976. En 1984 el edificio fue remodelado en hotel; la conversión destruyó y reconstruyó completamente el interior de la estructura, pero mantuvo intactos los elementos exteriores. En 2012 se convirtió en el Emily Morgan Hotel de 177 habitaciones bajo la marca DoubleTree de Hilton . Es reconocido como un "Hotel Histórico de América" por el National Trust for Historic Preservation.